# ژوگ
ژوگ (انگلیسی: Zhug) یا سوخوگ (عبری: סְחוּג‎) که در کشورهای عرب‌زبان با نام «سَحاوِق»، «بَسباس» و «مَعبوج» هم شناخته می‌شود، یک سس تند است که در اصل متعلق به آشپزی یمنی است. نام سحاوق از ریشهٔ عربی «سَحق» به معنای کوبیدن و نرم‌کردن می‌آید.
این چاشنی تند در ۳ رنگ مختلف موجود است: «قرمز» (دارای فلفل قرمز)، سبز (دارای فلفل سبز یا هالاپینو)، قهوه‌ای (دارای گوجه‌فرنگی یا پنیر یمنی) است و از اجزای اصلی غذای یمنی سلته است. در اسرائیل دکه‌های غذافروشی آنرا در کنار حُمُص برای فلافل و شاورماهای خود به کار می‌برند.

## طرز تهیه
ژوگ را با استفاده از فلفل‌های تند، گشنیز، سیر، سیاه‌دانه و ادویه‌های گوناگون در ترکیب با روغن زیتون می‌سازند. گاهی به این مخلوط زیره سیاه، هِـل و فلفل سیاه هم اضافه می‌کنند و همه را در هاون می‌کوبند. در یمن گاهی به این مجموعه، کک‌کش هم می‌افزایند. علاوه بر این، در یمن گاهی «وَزَف» (نوعی ساردین کوچک خشک‌شدۀ یمنی) هم به «سَحاوِق» اضافه می‌کنند که در این صورت با نام «سحاوق وزف» شناخته می‌شود.

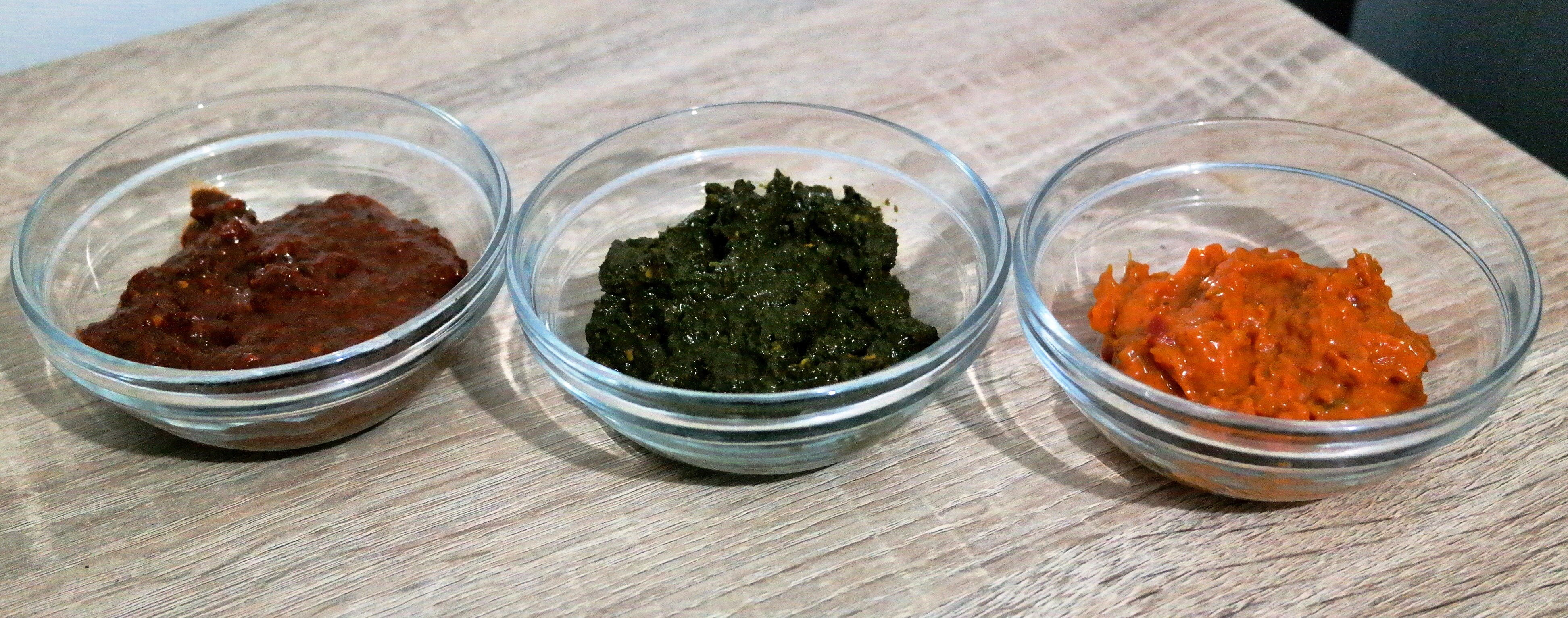
ژوگ قرمز، سبز و دودی
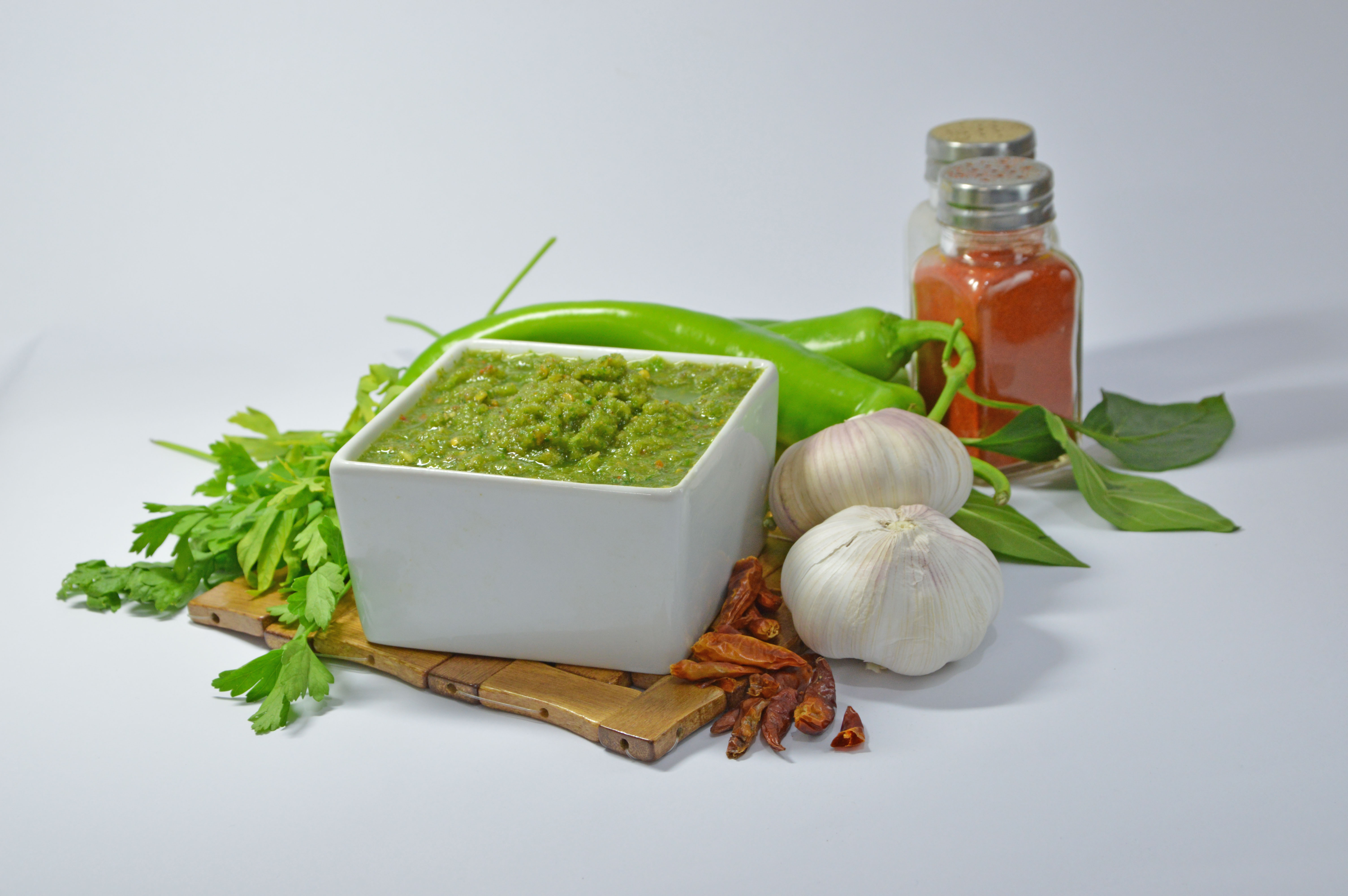
ژوگ و اجزای سازندۀ آن